# Naohiko Minobe
Naohiko Minobe (jap. 美濃部 直彦 Minobe Naohiko; ur. 12 lipca 1965) – japoński piłkarz występujący na pozycji obrońcy.

## Kariera piłkarska
Od 1984 do 1995 roku występował w klubach Gamba Osaka i Kyoto Purple Sanga.

## Kariera trenerska
Po zakończeniu piłkarskiej kariery pracował jako trener w Kyoto Sanga FC, Tokushima Vortis i AC Nagano Parceiro.